# Meristogenys
Meristogenys és un gènere de granotes de la família dels rànids que es troba a Borneo.

## Taxonomia
- Meristogenys amoropalamus (Matsui, 1986).
- Meristogenys jerboa (Günther, 1872).
- Meristogenys kinabaluensis (Inger, 1966).
- Meristogenys macrophthalmus (Matsui, 1986).
- Meristogenys orphnocnemis (Matsui, 1986).
- Meristogenys phaeomerus (Inger & Gritis, 1983).
- Meristogenys poecilus (Inger & Gritis, 1983).
- Meristogenys whiteheadi (Boulenger, 1887).